# Mad Men
Mad Men è una serie televisiva statunitense prodotta dal 2007 al 2015.
Ideata da Matthew Weiner, la serie utilizza il mondo pubblicitario di New York degli anni sessanta come specchio per raccontare i grandi cambiamenti avvenuti nella società americana durante il decennio.
La serie ha ricevuto numerosi riconoscimenti, tra cui 4 Golden Globe e 15 Emmy Award.

## Trama
(Tagline della serie televisiva)
Ambientata nella New York degli anni 1960, la serie tratteggia le vite di alcuni pubblicitari che lavorano per l'agenzia pubblicitaria Sterling & Cooper, poi Sterling Cooper Draper Pryce e infine Sterling Coopers & Partners, di Madison Avenue, concentrandosi in particolare sulle vicende del suo direttore creativo, Don Draper. L'ambientazione della serie ritrae i mutamenti sociali in atto negli Stati Uniti in quel determinato periodo storico: fra gli eventi citati nel corso delle varie stagioni, la campagna presidenziale che contrappose John Fitzgerald Kennedy a Richard Nixon (1960), la crisi dei missili di Cuba (1962), l'assassinio di Kennedy (1963), le lotte per la conquista dei diritti civili degli afroamericani e il primo allunaggio.

## Episodi
| Stagione         | Episodi | Episodi | Prima TV USA | Prima TV Italia |
| ---------------- | ------- | ------- | ------------ | --------------- |
| Prima stagione   | 13      | 13      | 2007         | 2008            |
| Seconda stagione | 13      | 13      | 2008         | 2008-2009       |
| Terza stagione   | 13      | 13      | 2009         | 2009-2010       |
| Quarta stagione  | 13      | 13      | 2010         | 2010-2011       |
| Quinta stagione  | 13      | 13      | 2012         | 2013-2014       |
| Sesta stagione   | 13      | 13      | 2013         | 2014            |
| Settima stagione | 14      | 7       | 2014         | 2014            |
| Settima stagione | 14      | 7       | 2015         | 2015            |

## Personaggi e interpreti

### Personaggi principali
- Don Draper (stagioni 1-7), interpretato da Jon Hamm, doppiato da Fabrizio Pucci.
- Peggy Olson (stagioni 1-7), interpretata da Elisabeth Moss, doppiata da Emanuela Damasio.
- Pete Campbell (stagioni 1-7), interpretato da Vincent Kartheiser, doppiato da Stefano Crescentini.
- Betty Draper (stagioni 1-7), interpretata da January Jones, doppiata da Ilaria Latini.
- Joan Holloway (stagioni 1-7), interpretata da Christina Hendricks, doppiata da Alessandra Korompay.
- Roger Sterling (stagioni 2-7, ricorrente 1), interpretato da John Slattery, doppiato da Teo Bellia.

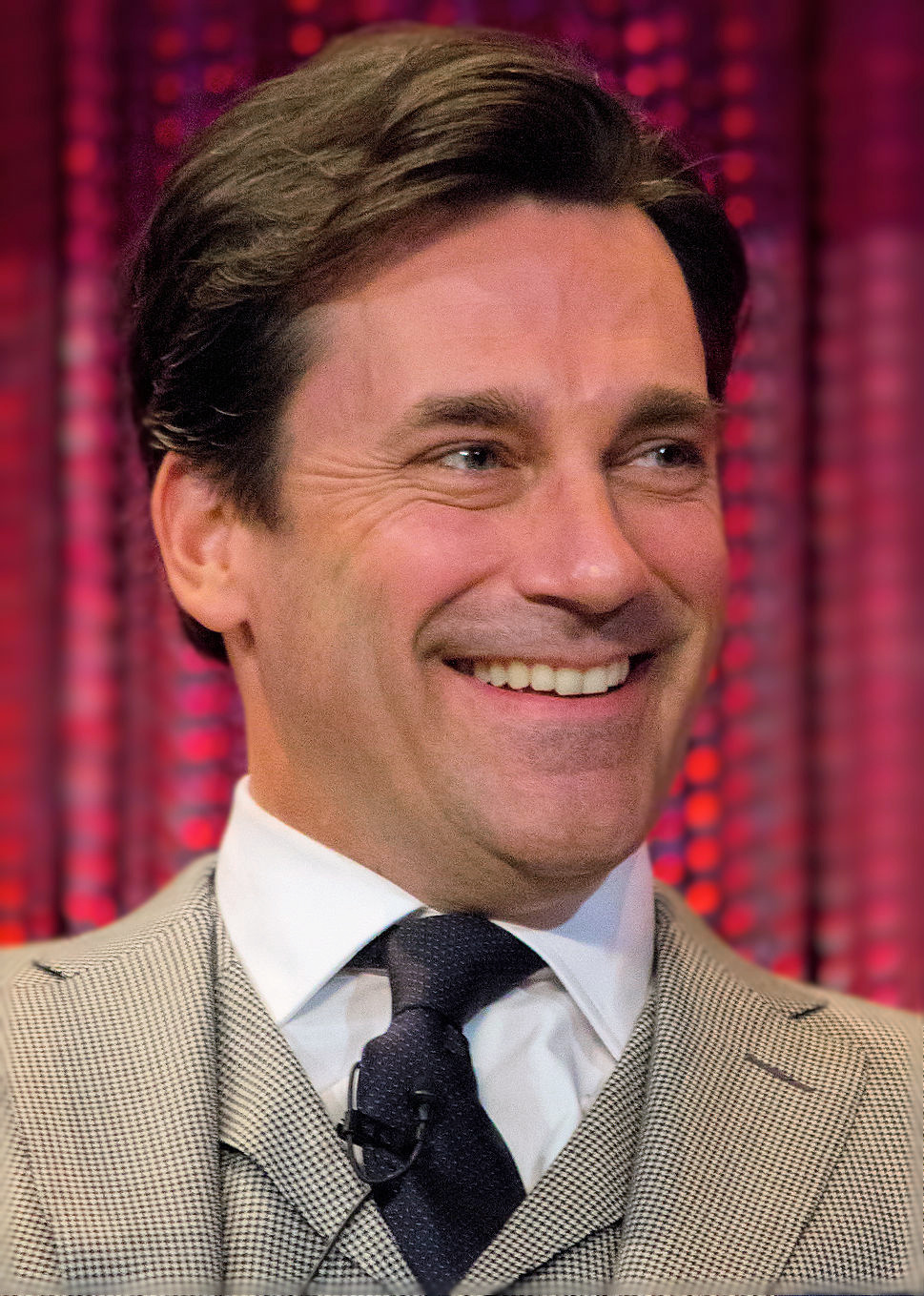
Jon Hamm interpreta Don Draper
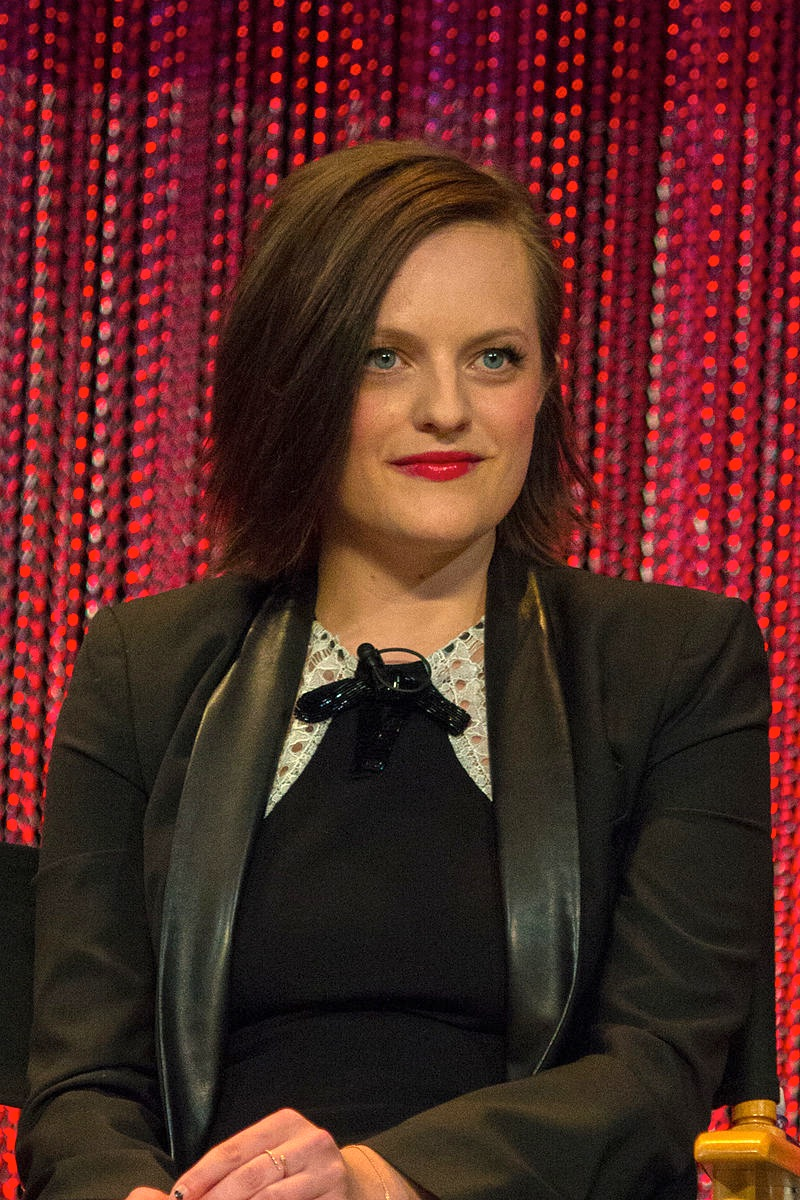
Elisabeth Moss interpreta Peggy Olson
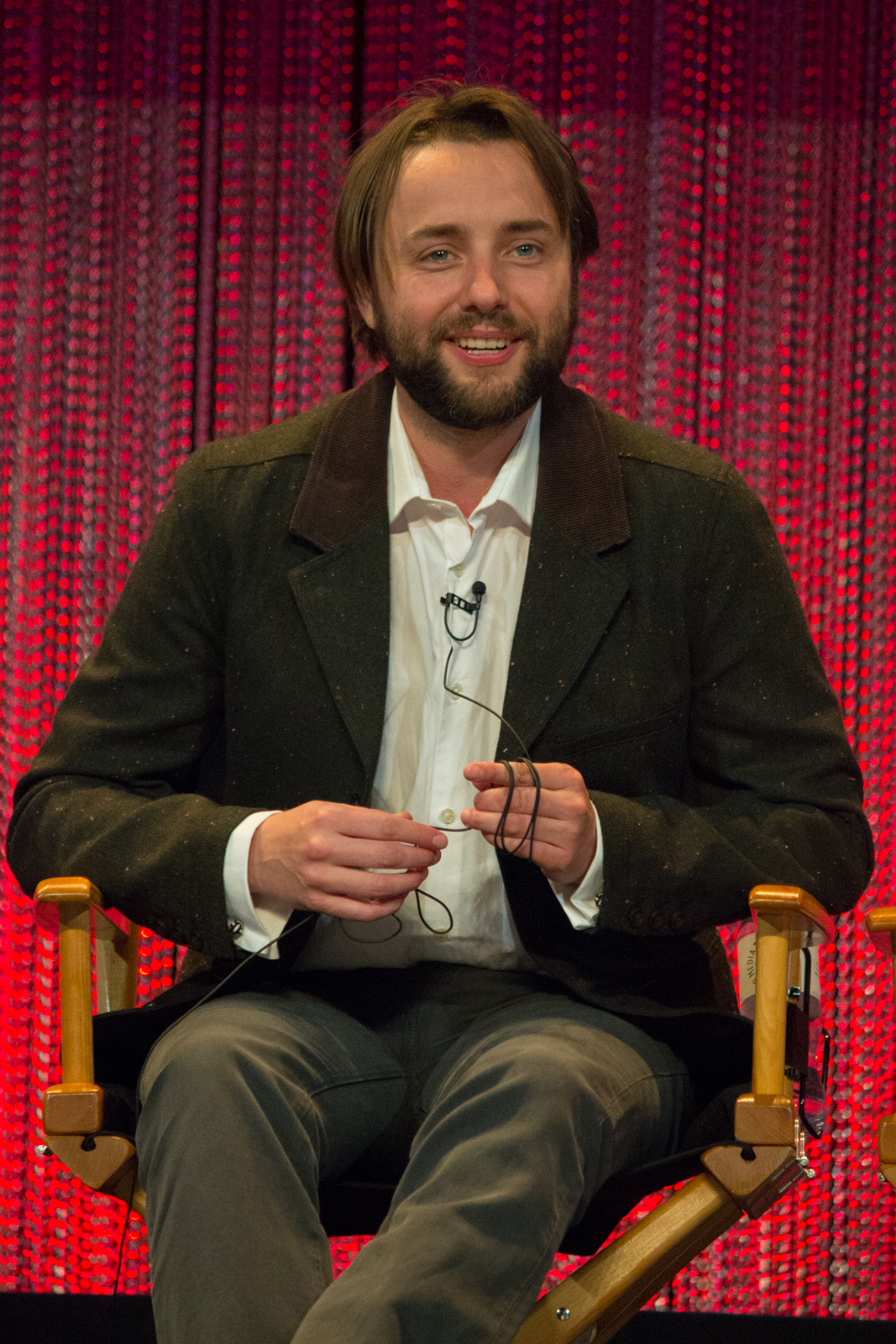
Vincent Kartheiser interpreta Pete Campbell
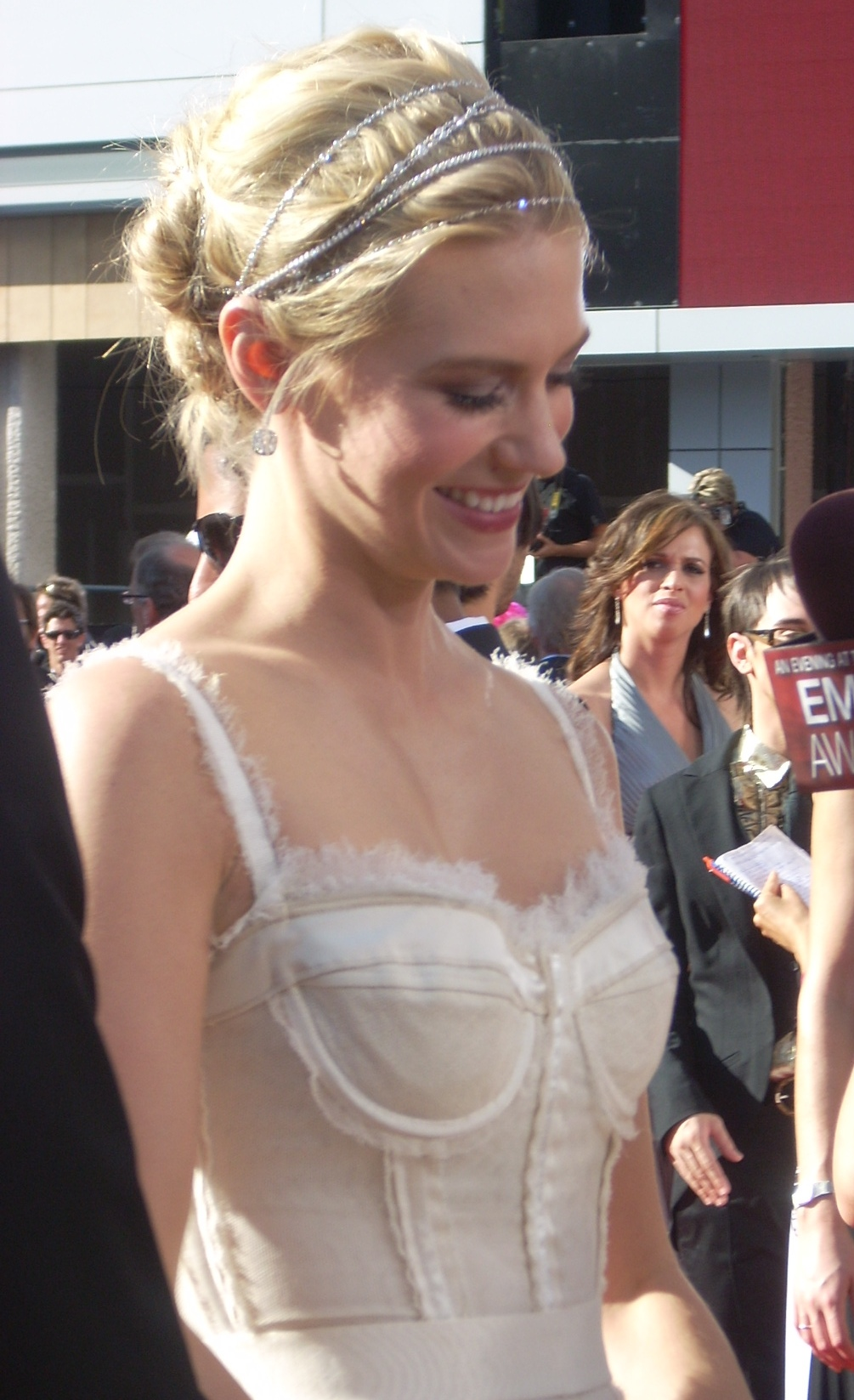
January Jones interpreta Betty Draper
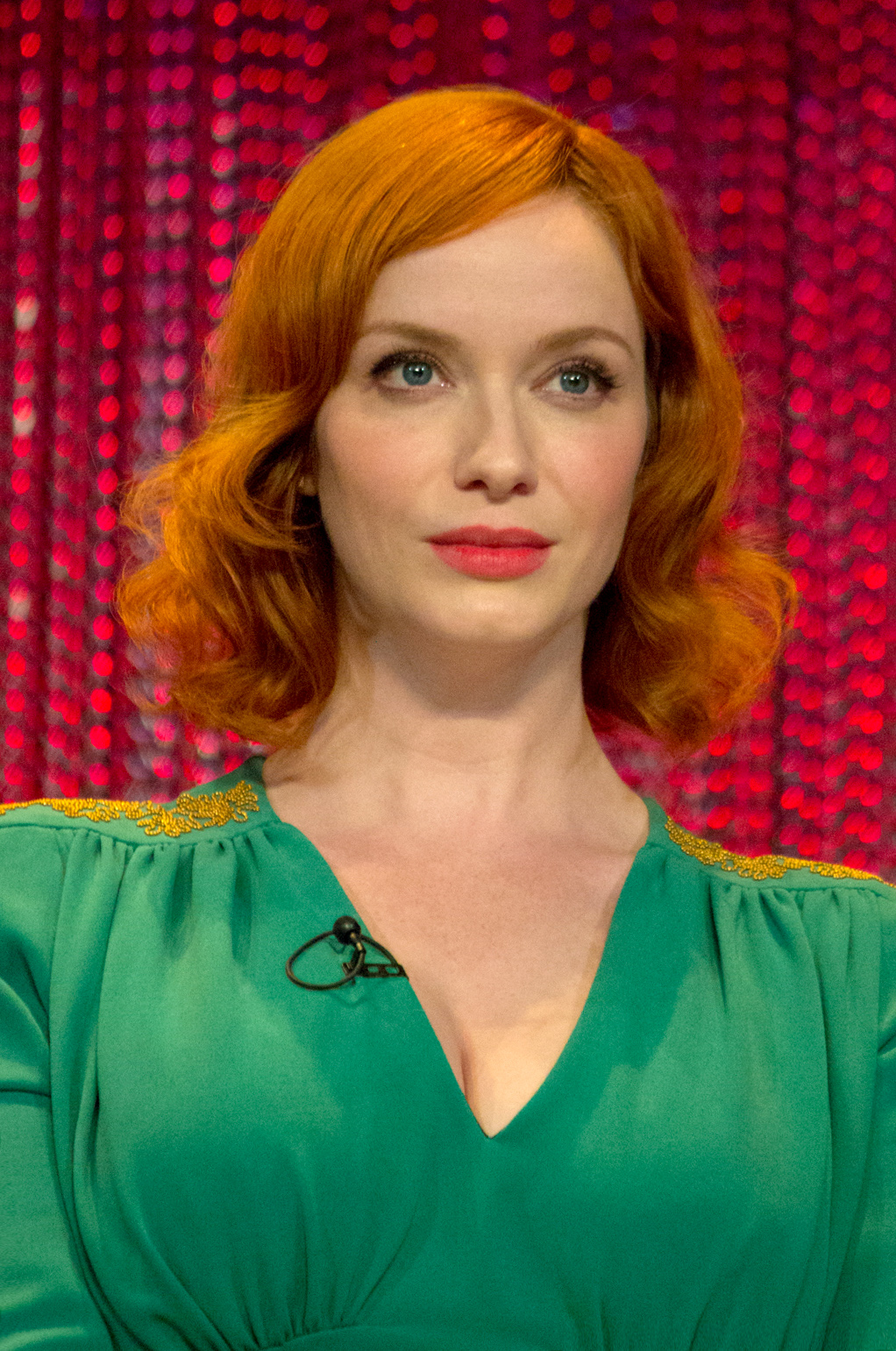
Christina Hendricks interpreta Joan Holloway
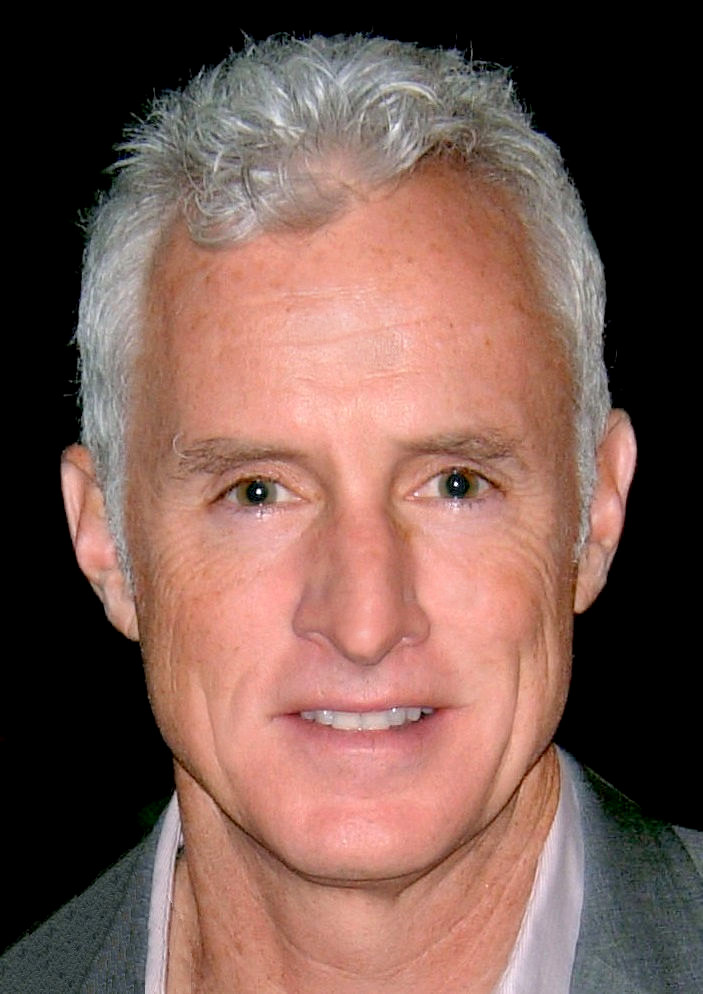
John Slattery interpreta Roger Sterling

### Personaggi secondari
- Salvatore Romano (stagioni 1-3), interpretato da Bryan Batt, doppiato da Saverio Indrio.
- Paul Kinsey (stagioni 1-5), interpretato da Michael Gladis, doppiato da Mauro Gravina.
- Ken Cosgrove (stagioni 1-7), interpretato da Aaron Staton, doppiato da Riccardo Scarafoni.
- Harry Crane (stagioni 1-7), interpretato da Rich Sommer, doppiato da Gabriele Sabatini.
- Rachel Menken (stagione 1-7), interpretata da Maggie Siff, doppiata da Laura Romano.
- Bertram Cooper (stagioni 1-7), interpretato da Robert Morse, doppiato da Dario De Grassi (stagioni 1-4) e Pietro Biondi (stagioni 5-7).
- Lane Pryce (stagioni 3-5), interpretato da Jared Harris, doppiato da Antonio Sanna.
- Sally Draper (stagioni 1-7), interpretata da Kiernan Shipka, doppiata da Sara Labidi.
- Megan Draper (stagioni 3-7), interpretata da Jessica Paré, doppiata da Gilberta Crispino.
- Henry Francis (stagioni 3-7), interpretato da Christopher Stanley, doppiato da Gino La Monica.
- Stan Rizzo (stagioni 4-7), interpretato da Jay R. Ferguson, doppiato da Christian Iansante.
- Ted Chaough (stagioni 4-7), interpretato da Kevin Rahm, doppiato da Mario Cordova (stagioni 4-5), Francesco Bulckaen (stagioni 6-7).
- Michael Ginsberg (stagioni 5-7), interpretato da Ben Feldman, doppiato da Daniele Giuliani.
- Bobby Draper (stagioni 1-7), interpretato da Maxwell Huckabee (stagione 1), Aaron Hart (stagione 2), Jared S. Gilmore (stagioni 3-5) e Mason Vale Cotton (stagioni 6-7)

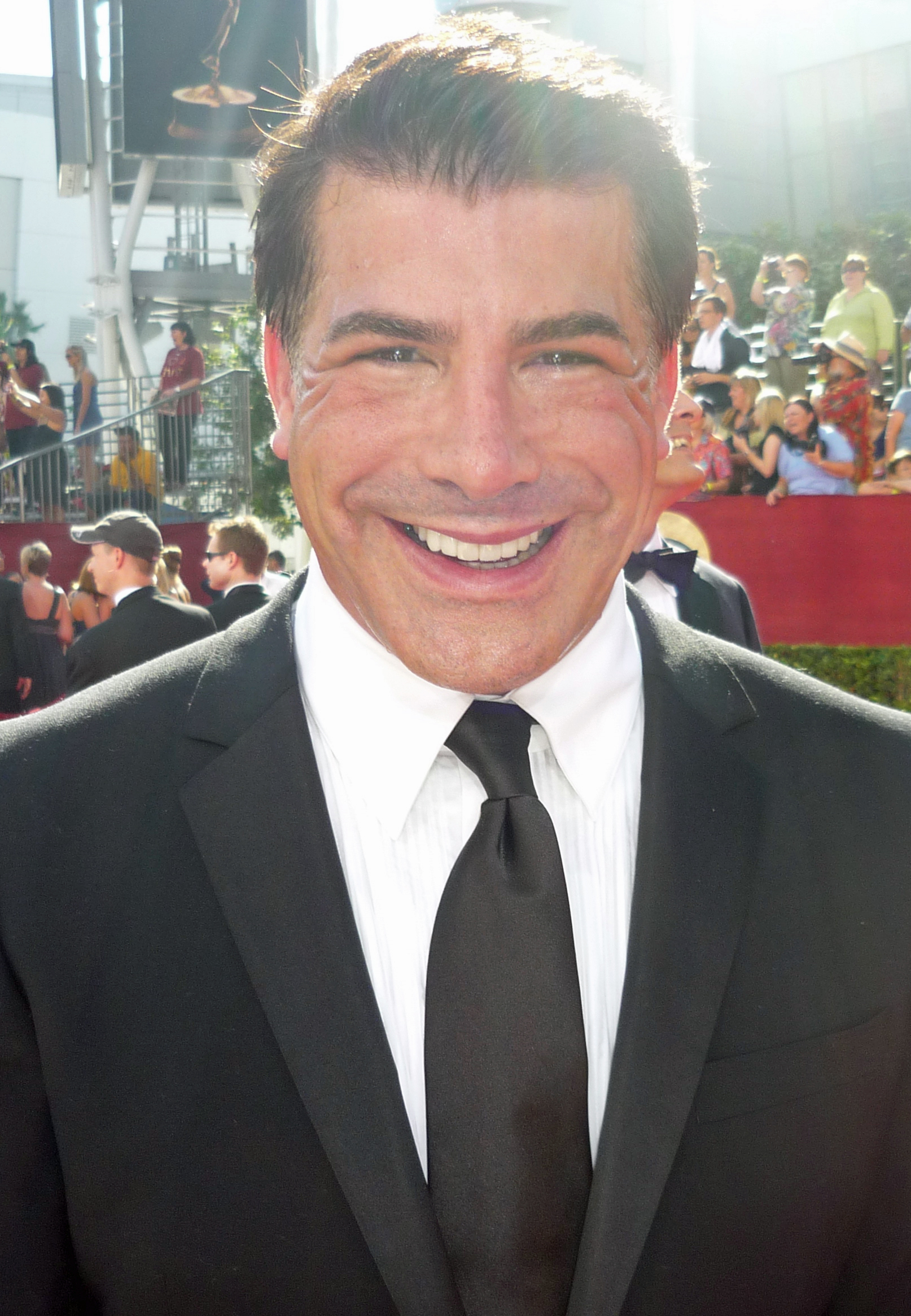
Bryan Batt interpreta Salvatore Romano
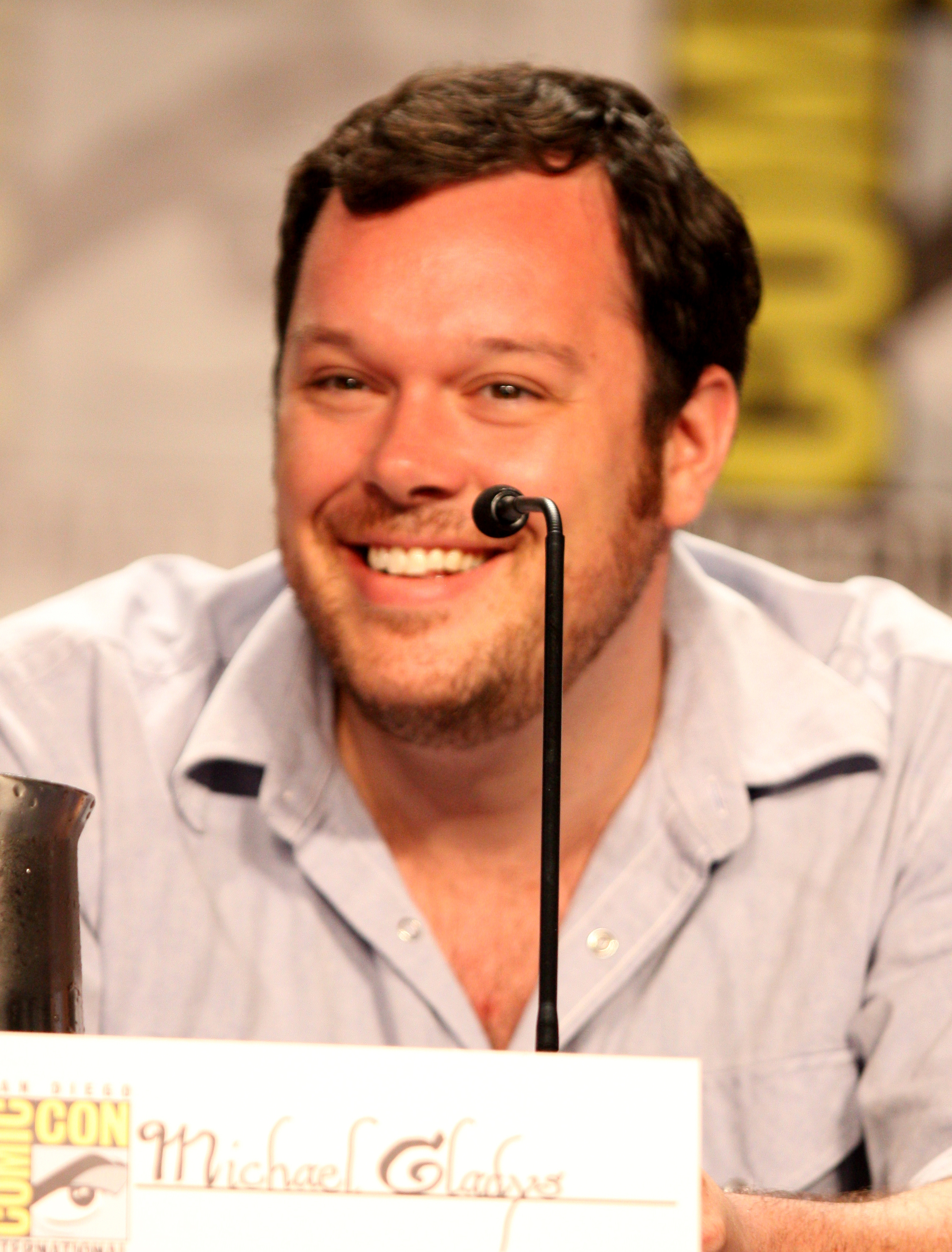
Michael Gladis interpreta Paul Kinsey
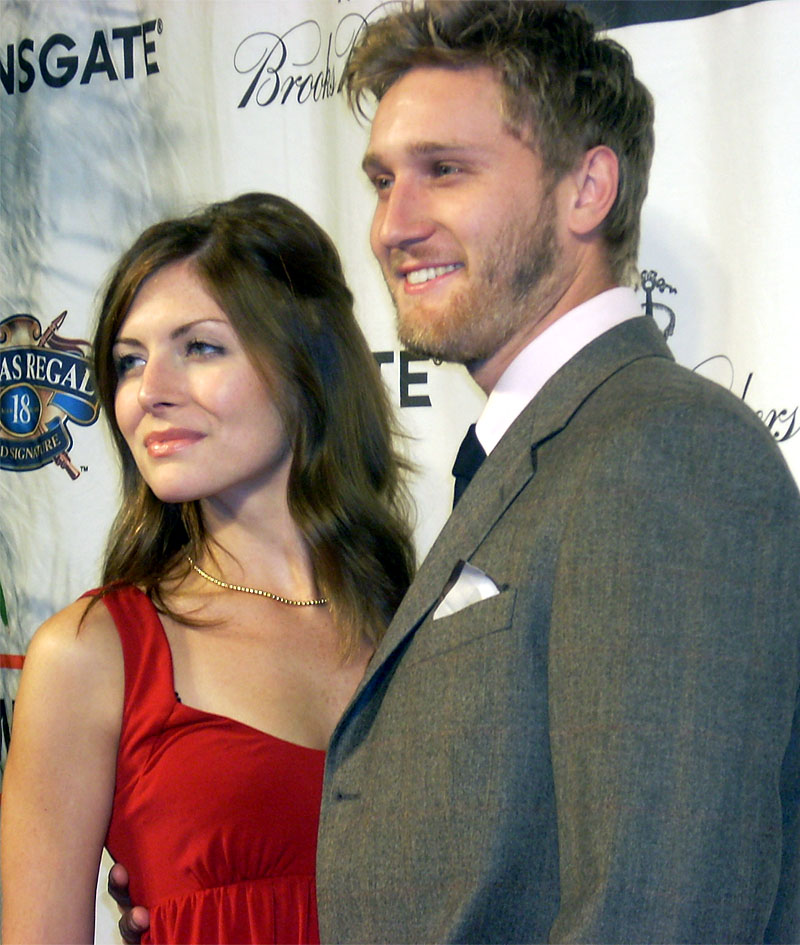
Aaron Staton (a destra) interpreta Ken Cosgrove
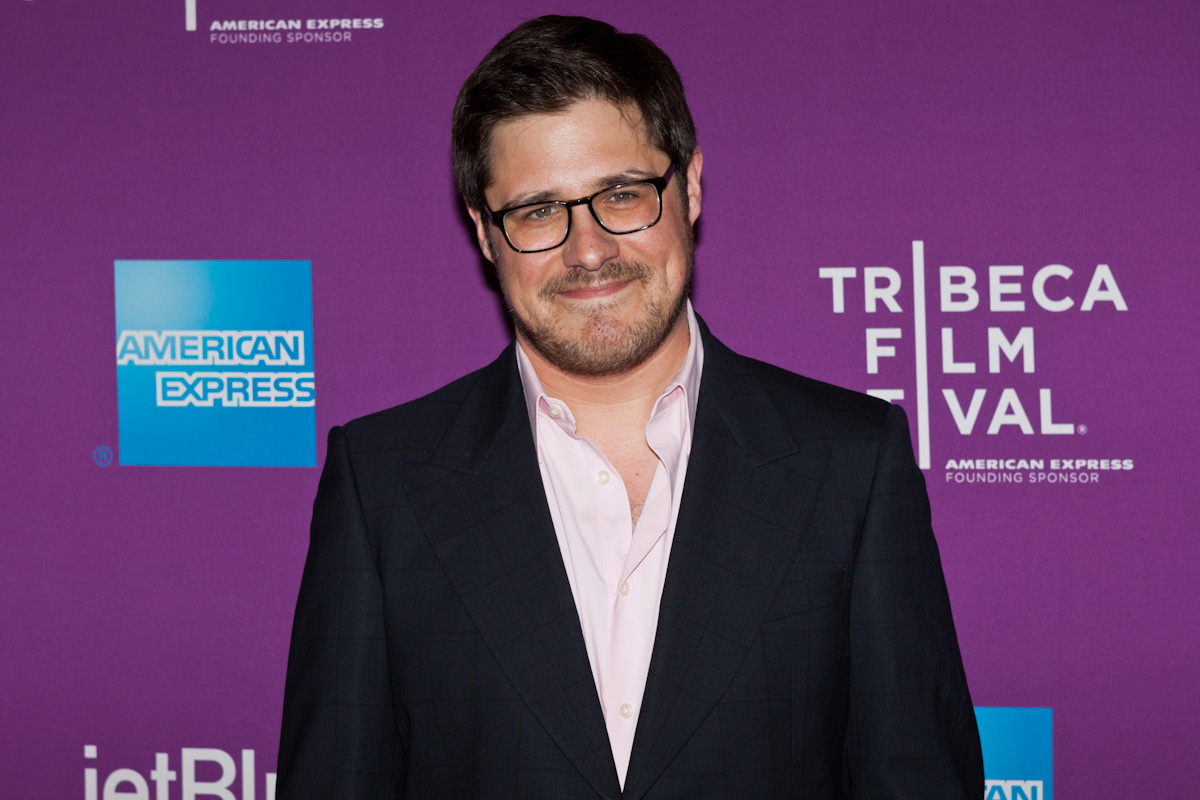
Rich Sommer interpreta Harry Crane
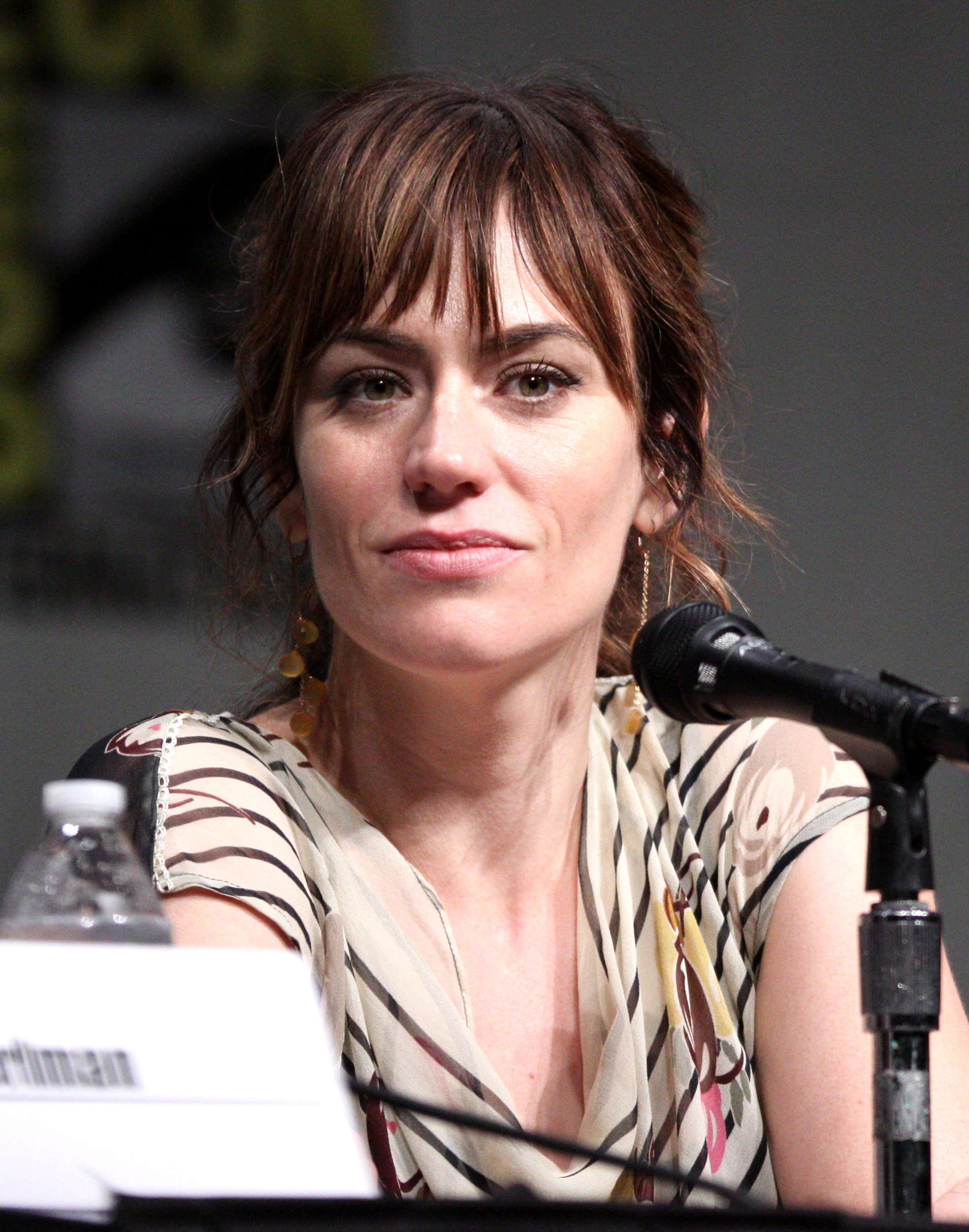
Maggie Siff interpreta Rachel Menken
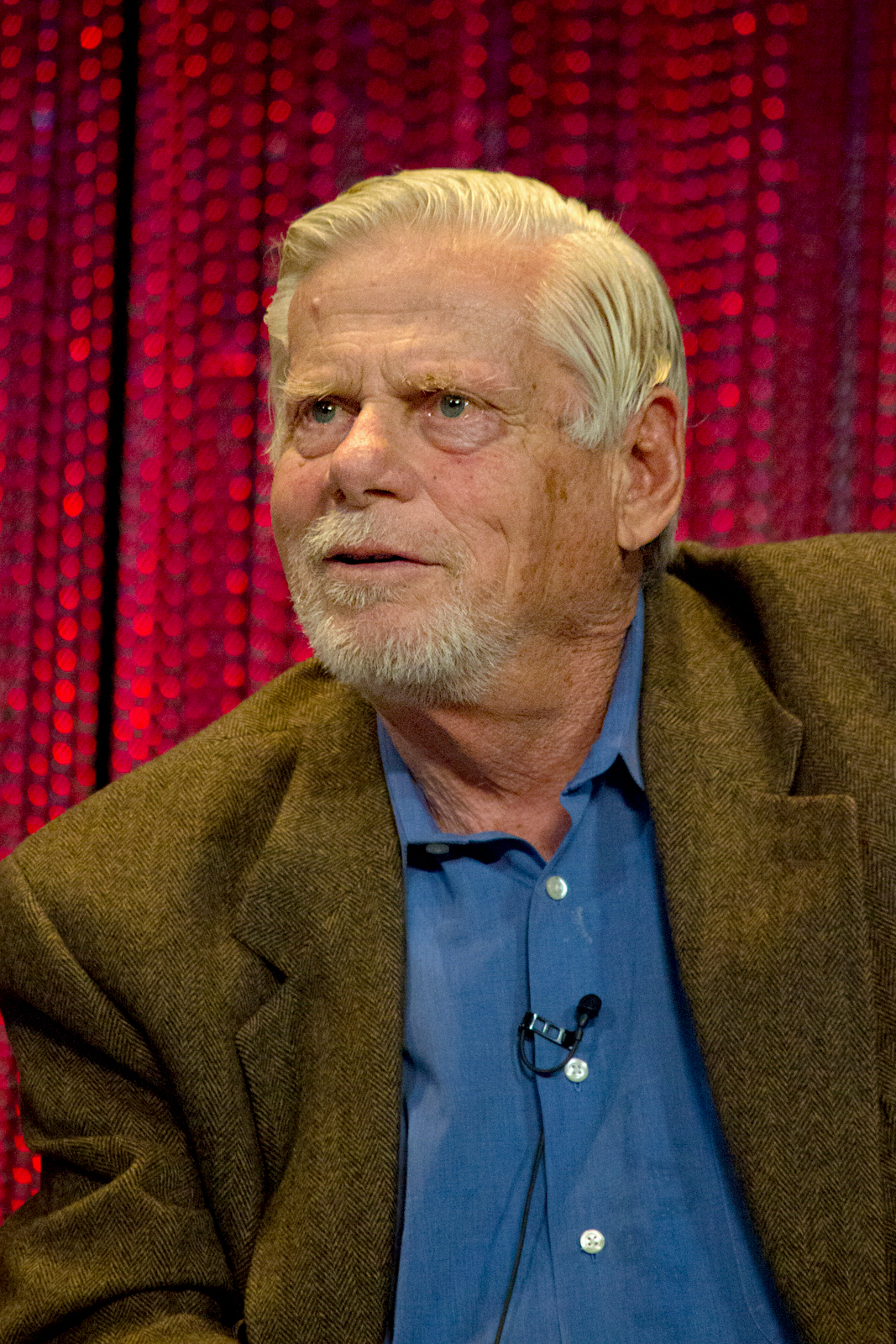
Robert Morse interpreta Bertram Cooper
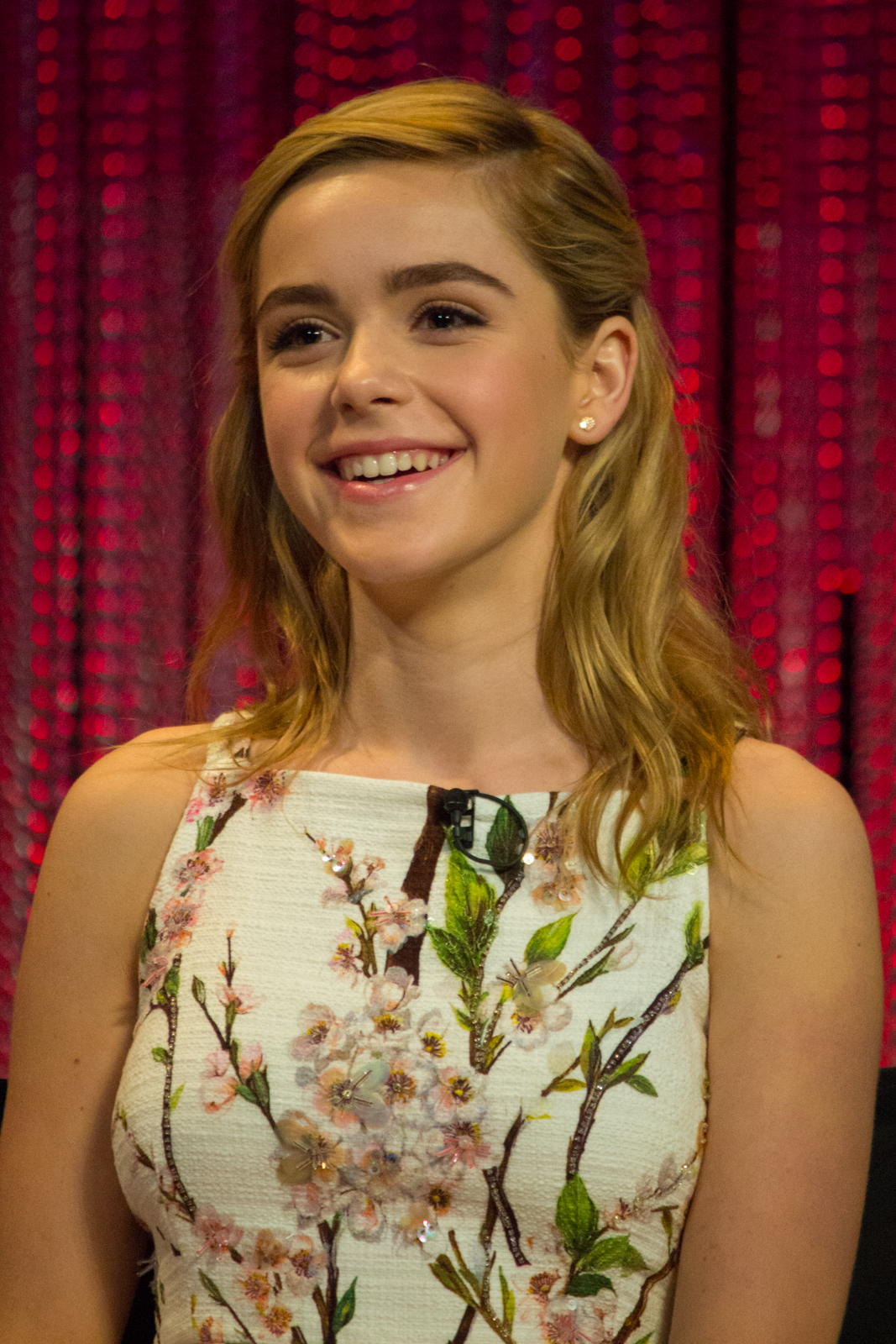
Kiernan Shipka interpreta Sally Draper
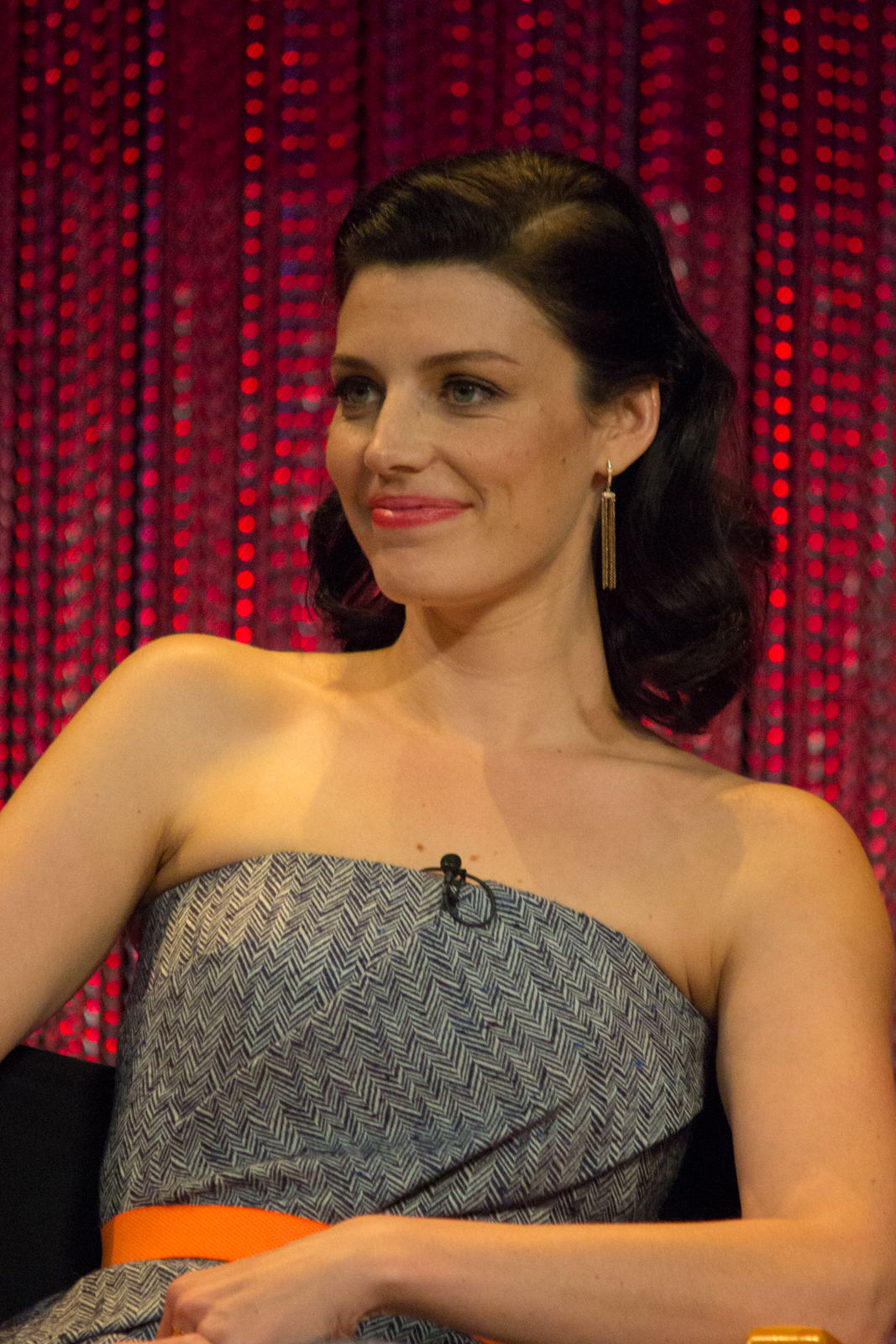
Jessica Paré interpreta Megan Draper
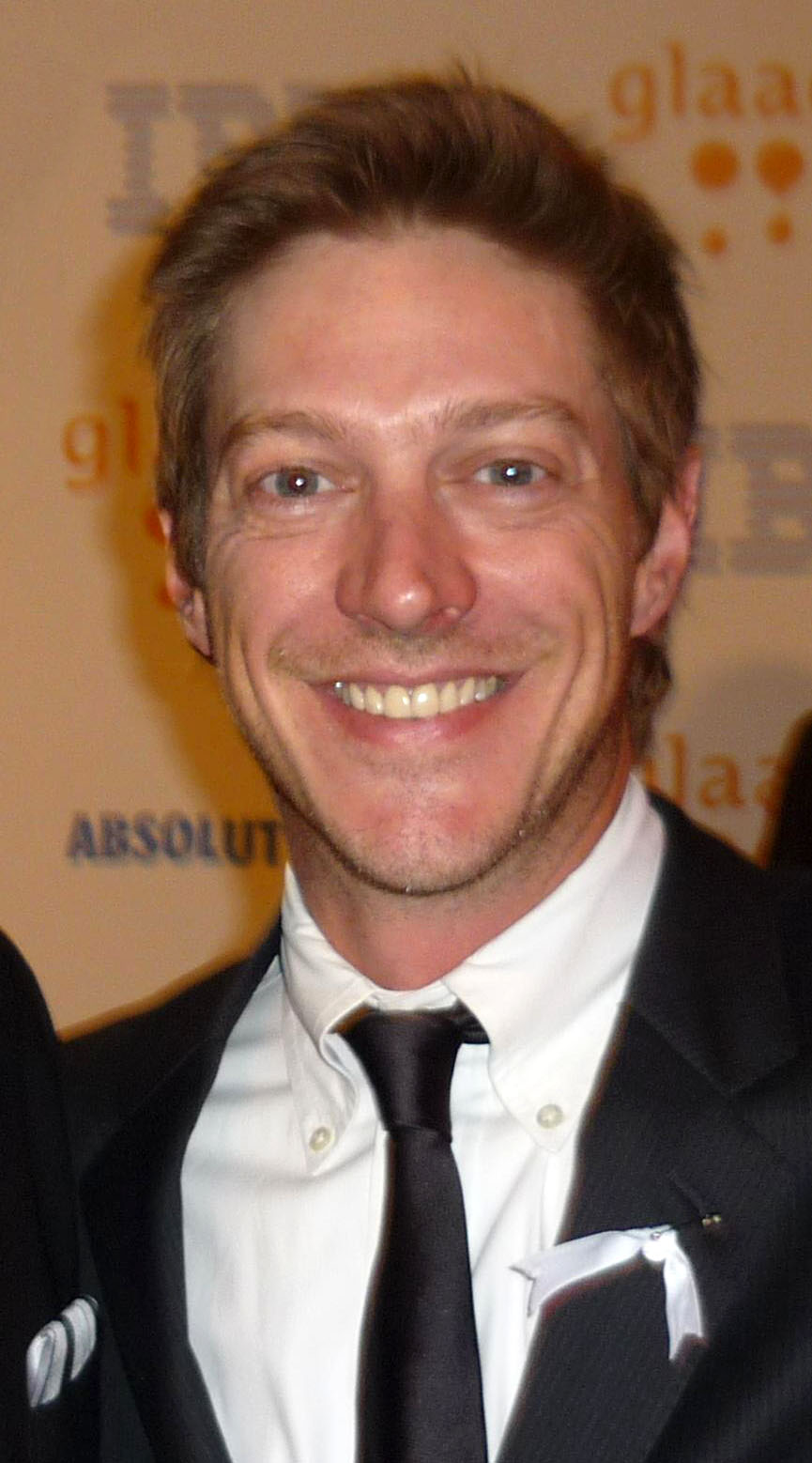
Kevin Rahm interpreta Ted Chaough
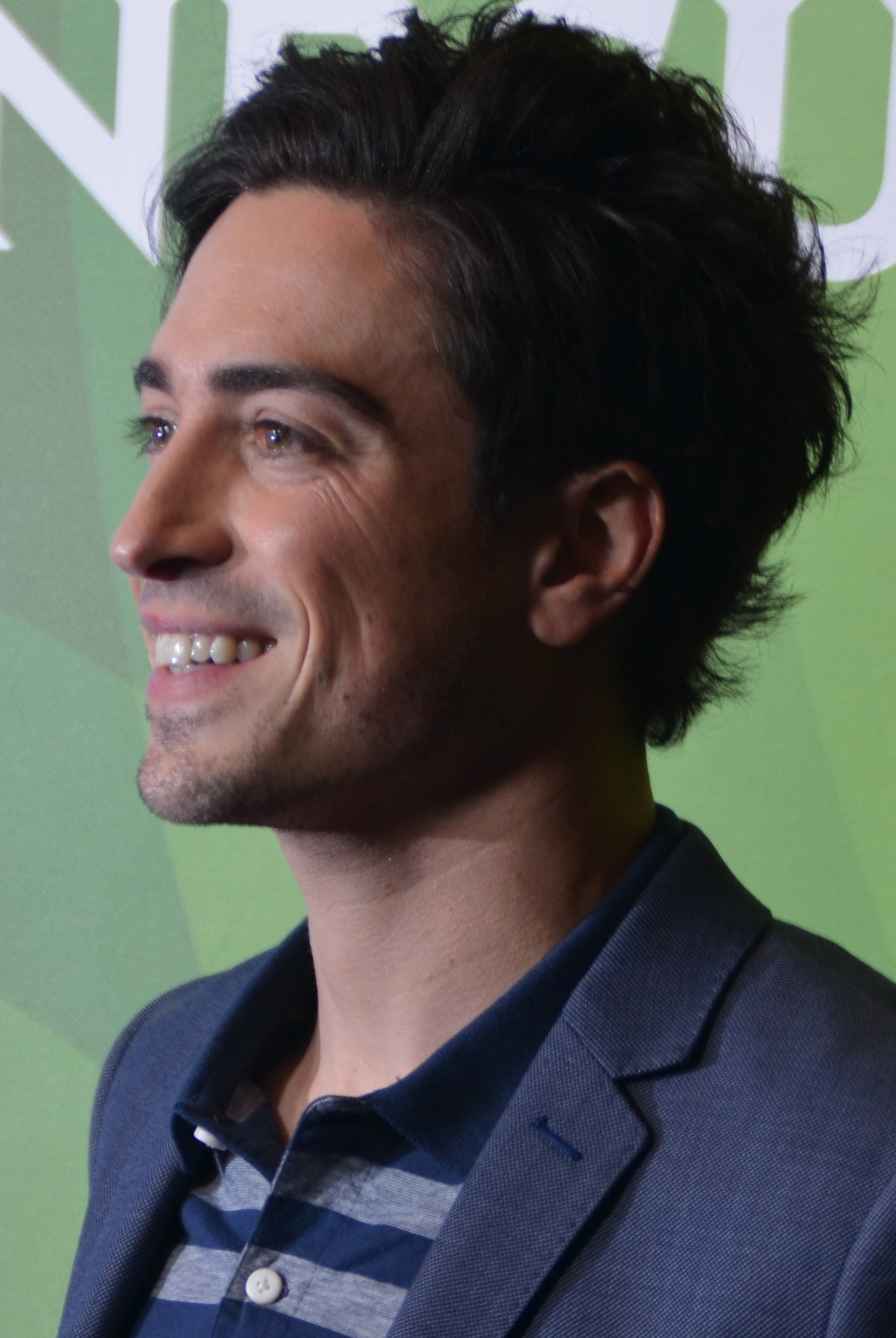
Ben Feldman interpreta Michael Ginsberg

## Distribuzione
La serie è stata trasmessa in prima visione assoluta negli Stati Uniti da AMC dal 19 luglio 2007. In Italia ha debuttato in prima visione satellitare il 18 marzo 2008, trasmessa prima da Cult e poi da FX che ha trasmesso la quarta stagione; in chiaro la serie è stata trasmessa da Rai 4 che ha mandato in onda in prima visione assoluta la quinta stagione, mentre gli episodi della sesta e settima stagione sono stati resi disponibili sul sito on demand TIMvision.

## Accoglienza
Acclamata dal pubblico, la serie TV ha battuto il suo record di ascolti con la messa in onda della quinta stagione, seguita da 3,5 milioni di spettatori, diventati poi 4,4 milioni con la replica del primo episodio. Tra i fan di Mad Men vi è l'ex presidente degli Stati Uniti d'America, Barack Obama.
Nel 2013 la Writers Guild of America l'ha collocata al settimo posto tra le serie meglio scritte di tutti i tempi.

## Riconoscimenti
- 2007 - Satellite Award
  - Best Ensemble – Television
- 2008 - Golden Globe
  - Miglior serie drammatica
  - Miglior attore in una serie drammatica a Jon Hamm
- 2008 - Premio Emmy
  - Miglior serie drammatica
  - Migliore sceneggiatura per una serie tv drammatica a Matthew Weiner
  - Outstanding Hairstyling for a Single-Camera Series
  - Outstanding Main Title Design
  - Outstanding Art Direction for a Single-Camera Series
  - Outstanding Cinematography for a One-Hour Series
- 2008 - Directors Guild of America Award
  - Outstanding Directorial Achievement in Dramatic Series – Night
- 2008 - Writers Guild of America Award
  - New Series
- 2008 - Golden Trailer Awards
  - Best In-Theater Advertising
- 2008 - TCA Awards
  - Outstanding Achievement in Drama
  - Outstanding New Program of the Year
  - Program of the Year
- 2009 - Golden Globe
  - Miglior serie drammatica
- 2009 - Premio Emmy
  - Miglior serie drammatica
  - Migliore sceneggiatura per una serie tv drammatica a Matthew Weiner e Erin Levy
  - Outstanding Hairstyling for a Single-Camera Series
- 2009 - Screen Actors Guild Awards
  - Migliore cast – Serie drammatica
- 2009 - British Academy Television Awards
  - Premio internazionale a Matthew Weiner e Scott Hornbacher
- 2009 - Writers Guild of America Award
  - Drama Series
- 2009 - TCA Awards
  - Outstanding Achievement in Drama
- 2010 - Golden Globe
  - Miglior serie drammatica
- 2010 - Premio Emmy
  - Miglior serie drammatica
  - Migliore sceneggiatura per una serie tv drammatica a Matthew Weiner e Erin Levy
  - Miglior casting per una serie tv drammatica a Laura Schiff e Carrie Audino
  - Outstanding Hairstyling for a Single-Camera Series
- 2010 - Screen Actors Guild Award
  - Migliore cast – Serie drammatica
- 2010 - Directors Guild of America Award
  - Outstanding Directorial Achievement in Dramatic Series – Night
- 2010 - Writers Guild of America Award
  - Drama Series
- 2011 - Premio Emmy
  - Miglior serie drammatica
  - Migliori acconciature per una serie single-camera per l'episodio L'ospite inatteso
- 2015 - Premio Emmy
  - "Miglior attore protagonista in una serie drammatica" - Jon Hamm
  - (Nomination) miglior serie drammatica
  - (Nomination) miglior attrice protagonista in una serie drammatica - Elisabeth Moss
  - (Nomination) miglior attrice non protagonista in una serie drammatica - Christina Hendricks
  - (Nomination) miglior sceneggiatura per una serie drammatica - Semi Chellas e Matthew Weiner, per l'episodio Orizzonte perduto.
  - (Nomination) miglior sceneggiatura per una serie drammatica - Matthew Weiner, per l'episodio Da persona a persona
- 2016 - Golden Globe
  - Miglior attore in una serie drammatica a Jon Hamm